# Afraflacilla antineae
Afraflacilla antineae är en spindelart som först beskrevs av Denis 1954.  Afraflacilla antineae ingår i släktet Afraflacilla och familjen hoppspindlar. Inga underarter finns listade i Catalogue of Life.